# Abraham Chamiec

Herb Gryf

Abraham z Jaxów Chamiec herbu Gryf – pierwszy znany z nazwiska właściciel Międzyrzeca Podlaskiego. Miasto zostało mu nadane przez króla Władysława Jagiełłę najprawdopodobniej za zasługi wojenne w roku 1390.
Abraham Chamiec popierał kolonizację mazowiecką międzyrzecczyzny.